# Novo Selo (Raška)
Novo Selo (Servisch cyrillisch Ново Село) is een plaats in de Servische gemeente  Raška. De plaats telt 351 inwoners (2002).